# Steve Golin
Steve Golin (Geneva, 6 maart 1955 – Los Angeles, 21 april 2019) was een Amerikaanse producent van films, tv-series, muziekvideo's en reclamespots. Met Spotlight (2015) won hij in 2016 de Oscar voor beste film.

## Carrière
Steve Golin studeerde aan de filmschool van de universiteit van New York en volgde nadien een opleiding productie aan de American Film Institute (AFI). In 1981 studeerde hij af aan AFI, waarna hij aan de slag ging als "line producer" voor Roger Corman. Tijdens zijn studiejaren raakte hij bevriend met filmmakers als John Dahl en David Warfield.
In 1986 richtte Golin samen met de IJslandse filmproducent Sigurjón Sighvatsson het productiebedrijf en talentenbureau Propaganda Films op. Het bedrijf maakte in de jaren 1980 en 1990 naam als de producent van muziekclips en reclamespots. Onder meer de latere filmregisseurs David Fincher, Spike Jonze, Michael Bay, Antoine Fuqua, Gore Verbinski, Alex Proyas en Michel Gondry begonnen hun carrière bij Propaganda Films.
Het bedrijf maakte in de jaren 1990 ook verscheidene films, waaronder Wild at Heart (1990), Candyman (1992), Sleepers (1996) en The Game (1997).
In 1992 werd Golins productiebedrijf overgenomen door PolyGram, dat op zijn beurt in 1998 verkocht werd aan Seagram. Een jaar later stapte Golin op.
In 1999 richtte Golin met Anonymous Content een nieuw productiebedrijf op en begon hij reclamespots te ontwikkelen voor bekende merken als Audi, Coca-Cola, Pepsi, Nike en United Airlines. Daarnaast bleef hij ook actief als de producent van muziekvideo's en films. Zo was hij de (uitvoerend) producent van onder meer Babel (2006), Case 39 (2009), Rendition (2007), The Revenant (2015) en de televisieserie True Detective (2014–2015). In 2016 won hij met Spotlight (2015) de Oscar voor beste film.
In januari 2002 ontdekte Golin dat hij aan een zeldzame vorm van botkanker leed. Gedurende zes maanden liet hij zich succesvol behandelen en opereren.
Golin overleed op 21 april 2019 nadat opnieuw kanker was vastgesteld.

## Oscarnominaties
| Prijs          | Categorie  | Film                | Resultaat   |
| -------------- | ---------- | ------------------- | ----------- |
| Academy Awards | Beste film | Babel (2006)        | Genomineerd |
| Academy Awards | Beste film | The Revenant (2015) | Genomineerd |
| Academy Awards | Beste film | Spotlight (2015)    | Gewonnen    |

## Filmografie

### Film
| Jaar | Titel                                     | Rol                   |
| ---- | ----------------------------------------- | --------------------- |
| 1984 | Nickel Mountain                           | line producer         |
| 1985 | Hard Rock Zombies                         | associate producer    |
| 1985 | American Drive-In                         | associate producer    |
| 1987 | P.I. Private Investigations               | producer              |
| 1988 | The Blue Iguana                           | producer              |
| 1989 | Kill Me Again                             | producer              |
| 1989 | Fear, Anxiety & Depression                | producer              |
| 1990 | Daddy's Dyin'... Who's Got the Will?      | producer              |
| 1990 | Wild at Heart                             | producer              |
| 1991 | Madonna: Truth or Dare (docu)             | supervising producer  |
| 1992 | Ruby                                      | producer              |
| 1992 | A Stranger Among Us                       | producer              |
| 1992 | Candyman                                  | producer              |
| 1993 | Red Rock West                             | producer              |
| 1993 | Kalifornia                                | producer              |
| 1993 | Dream Lover                               | executive producer    |
| 1994 | Dead Connection                           | producer              |
| 1995 | Lord of Illusions                         | executive producer    |
| 1996 | The Portrait of a Lady                    | producer              |
| 1996 | Sleepers                                  | producer              |
| 1997 | The Game                                  | producer              |
| 1997 | A Thousand Acres                          | producer              |
| 1998 | Return to Paradise                        | producer              |
| 1998 | Your Friends & Neighbors                  | producer              |
| 1999 | The Match                                 | executive producer    |
| 1999 | Being John Malkovich                      | producer              |
| 2000 | Nurse Betty                               | producer              |
| 2000 | Bounce                                    | producer              |
| 2003 | Searching for the Wrong-Eyed Jesus (docu) | executive producer    |
| 2004 | 50 First Dates                            | producer              |
| 2004 | Eternal Sunshine of the Spotless Mind     | producer              |
| 2006 | Babel                                     | producer              |
| 2006 | Lake of Fire (docu)                       | co-executive producer |
| 2007 | Smiley Face                               | producer              |
| 2007 | In the Land of Women                      | producer              |
| 2007 | Rendition                                 | producer              |
| 2007 | Cleaner                                   | producer              |
| 2007 | Married Life                              | producer              |
| 2008 | All God's Children Can Dance              | producer              |
| 2009 | Case 39                                   | producer              |
| 2009 | 44 Inch Chest                             | producer              |
| 2011 | The Beaver                                | producer              |
| 2012 | The Last Elvis                            | producer              |
| 2012 | Big Miracle                               | producer              |
| 2012 | Seeking a Friend for the End of the World | producer              |
| 2012 | Girl Most Likely                          | executive producer    |
| 2012 | Little Red Wagon                          | executive producer    |
| 2012 | Fun Size                                  | executive producer    |
| 2013 | Breakup at a Wedding                      | producer              |
| 2013 | U Want Me 2 Kill Him?                     | producer              |
| 2013 | The Fifth Estate                          | producer              |
| 2014 | Laggies                                   | producer              |
| 2014 | Comet                                     | executive producer    |
| 2014 | The Loft                                  | executive producer    |
| 2015 | The Age of Adaline                        | executive producer    |
| 2015 | Len and Company                           | producer              |
| 2015 | Spotlight                                 | producer              |
| 2015 | The Meddler                               | executive producer    |
| 2015 | The Revenant                              | producer              |
| 2016 | Triple 9                                  | executive producer    |
| 2016 | Bastille Day                              | producer              |
| 2017 | The Wife                                  | executive producer    |
| 2018 | Don't Worry, He Won't Get Far on Foot     | producer              |
| 2018 | Outlaw King                               | producer              |
| 2018 | Boy Erased                                | producer              |
| 2019 | The Beach Bum                             | producer              |

### Televisie
| Jaar      | Titel                                                     | Rol                    |
| --------- | --------------------------------------------------------- | ---------------------- |
| 1990      | Heat Wave                                                 | executive producer     |
| 1990      | Industrial Symphony No. 1: The Dream of the Brokenhearted | executive producer     |
| 1992      | Memphis                                                   | executive producer     |
| 1993      | Harlow: The Blonde Bombshell (docu)                       | executive producer     |
| 1993–1995 | Fallen Angels                                             | (supervising) producer |
| 2002      | Due East                                                  | executive producer     |
| 2004      | The L Word                                                | executive producer     |
| 2014–2019 | True Detective                                            | executive producer     |
| 2016      | Citizen                                                   | executive producer     |
| 2015–2016 | Mr. Robot                                                 | executive producer     |
| 2016      | Quarry                                                    | executive producer     |
| 2016–2018 | Berlin Station                                            | executive producer     |
| 2017–2018 | 13 Reasons Why                                            | executive producer     |
| 2017      | When the Street Lights Go On                              | executive producer     |
| 2018      | Flint Town                                                | executive producer     |
| 2018      | The Alienist                                              | executive producer     |